# 빙하전사 가이스라가
《빙하전사 가이스라가》(氷河戦士ガイスラッガー)는 TV아사히에서 1977년 4월 12일부터 1977년 8월 30일까지 방송된 20부작 TV 애니메이션이다.

## 개요
3만년 전 우주 침략자 인뱀성인에 의해 멸망당한 솔론 왕국에서 살아남아 사이버노이드 전사 가이스라가가 된 5명의 주인공의 싸움을 그린다. 고향을 잃고 사이버노이드로서의 숙명을 짊어진 가이스라거의 비애를 중심으로 한 강도 높은 스토리를 전개한 작품이다.
본 작품은 토에이 TV 사업부가 기획하고, 제작을 도쿄무비에 위탁하고 있었고 하청제작은 오카스튜디오가 맡았다. 광고 대행사는 도에이 에이전시가 담당하고 제공 스폰서는 다카토토이스가 주력을 맡고 있었다.
이시노모리 쇼타로 원작에 의한 『사이보그 009』의 리메이크적 요소도 다분히 포함되어 있다.
원래 『초신비뷴』의 후 프로그램은 『쾌걸 즈밧토』가 방송예정이었으나, TV도쿄 12채널(현 TV 도쿄)에서 방송되고 있던 『닌자캡터』가 제43화에서 중단되었기 때문에 『쾌걸 즈밧토』는 같은 방송국으로 이행했다. 이 때문에, 급거 본 작품은 『지구전사 솔론』의 가제에서 기획·제작이 되었다. 당초에는 1977년 4월 5일부터 방송 개시 예정이었지만, 1주일이 경과하여 4월 12일부터 방송 개시가 되었다.
시청률은 3% 안팎으로 최악인데다 완구 매출도 좋지 않아서 본 방송은 20회에서 조기 종영되어야 했다. 줄거리는 데가스 장군이 이끄는 지구 공격부대를 전멸시킨 뒤 가이스라거가 솔론호로 인뱀성으로 출격하는 곳에서 마무리됐다.

## 스토리
3만 년 전 남극 대륙에 번성했던 초고대문명 솔론 왕국은 우주 침략자 인뱀성인의 공격으로 인해 멸망 위기에 처한다.
솔론 왕국에서는, 인뱀성에의 직접 공격을 위해서, 5명의 소년 전사를 강력한 전투력을 가지는 사이버 노이드(개조 인간의 본작중에서의 호칭)로 개조.이들은 가이스라거라는 이름이 붙었다. 그라나 가이스라가는 먼 인뱀성으로의 긴 여행에 대비한 인공동면 실험 중 불의의 사고로 솔론호 제공 빙하 바닥에 갇혀 인뱀성으로 떠나지도 못하고 조국이 망한 줄도 모른 채 얼음 밑에서 계속 잠을 자게 된다.
솔론왕국을 멸망시킨 인뱀성인이지만 지구는 빙하기 때문에 이용 가치가 없는 별로 한 번은 철수했다. 그리고 3만 년 후의 현대, 지구를 다시 이용할 가치가 있는 별로 인식한 그들은 다시 지구 침략을 개시했다.
3만 년을 넘어 깨어난 가이스라가는 인뱀에게 죽은 개 지로를 사이버노이드 개로 개조하여 5명과 한 마리의 팀으로 지구를 지키기 위해 인뱀성인에 맞서고 있다. 인뱀을 쓰러뜨린다 해도 돌아갈 조국은 이미 없지만, 가이스라가들은 어머니인 별·지구를 위해 만능 전투기 솔론호를 몰고 외로운 싸움을 계속한다.

## 등장인물
시키 켄
성우 - 후루야 토오루
가이스라가의 리더로, 솔론호의 조종을 담당.가야의 눈 밖에 나기도 하지만 곳곳에서 리더십을 발휘한다.
「사이보그 009」의 009(시마무라 죠)와 외모가 비슷하다. 상반신은 하얗고 하반신은 빨간 투톤 컬러이다.
미토 카야
성우 - 카미야 아키라
비스듬한 성격의 캐릭터로 스킨헤드. 전략 전반을 담당하고 있기 때문에 일단은 그가 리더. 하고 싶은 말을 하는 캐릭터이지만, 고로 가장 인간적인 냄새가 난다.
『사이보그 009』의 007 (그레이트 브리튼)과 외모가 흡사하다. 우측 상완 내부에 광선포가 내장되어 있다. 상반신은 하얗고 하반신은 파란색 투톤 컬러이다.
오노 리키
성우 - 와카모토 노리오
다른 4명이 인간시의 외모를 남기고 있는 것에 비해, 가면과 같은 얼굴과 로봇연연한 신체를 가진 괴력남[주석 6].솔론 공격 시 이외도 포함해 전투 및 : 조사 담당으로, 솔론 공격 시에도 항상 그가 선봉을 잡는다.
온몸은 회색을 기조로 하고 있다.
이이 타로
성우 - 야마모토 게이코
천재 기술자의 소년 사이버노이드기술 전반 및 정보 해석 담당.도구도 없이 무기를 만들 수 있다.지구방위군의 대인뱀용 무기 개발에도 협력했다. 또한 솔론 공격 시에 적의 무장에 대한 대응책을 순식간에 해석해, 있는 부품으로 대항 장비를 개발하기도 했다.
상반신은 하얗고 하반신은 노란 투톤 컬러이다.
타니 마리
성우 - 코미야 카즈에
홍일점 여성 사이버노이드.부상당한 사이버노이드의 수리·구호 담당이지만, 솔론 공격시는 타 멤버와 같은 용감한 전투 요원이 된다.
상반신은 하얗고 하반신은 녹색 투톤 컬러.
시로
과거 시키 박사의 반려견이었지만 인뱀의 공격으로 치명상을 입는다.말리의 손에 의해 사이버노이드견으로 되살아나 가이스라가의 일원이 된다.평소에는 특별히 경찰견 군용견 취급을 받지 않는다.말을 할 수는 없지만 인간의 말을 이해할 수 있고 분필을 첨가하여 바닥에 글을 쓸 수 있다.최종화의 데가스 함대전에서 완전하게 사망해 버린다.

### 가이스라가의 협력자
시키 박사
성우 - 이이즈카 쇼조
국립 지질연구소 소장으로, 가이스라가의 현대에서의 신원 인수인이 된다. 때로는 따끔하게 화를 내기도 하지만 지식이 풍부한 나이스 가이다. 켄의 삼촌(시키 박사)과 비슷하지만, 시키가와 켄의 혈연관계는 특별히 언급되지 않는다.
시키 레이코
성우 - 요시다 리호코
시키 박사의 딸. 고등학생
시키 히로시
성우 - 타가미 카즈에
레이코의 동생으로 7세(마지막 회에서 8세에). 켄의 동생 코우와 닮았다.
이토이가와 장관
성우 - 미야우치 코헤이
국방부 장관. 가이스라가에게 이해를 보이고 협력한다. 때로는 가이스라가와 대립하는 입장이 되기도 하고 개그메이커의 면모를 보이기도 한다.

### 인뱀성인
데가스 장군
성우 - 오가타 켄이치
인뱀군 지구정복 계획사령관 가이스라가에게 작전을 항상 저지당한다. 상당히 잔꾀가 부리지만 당치 않고 물러나야 할 때에는 물러설 수 있으며, 무작정 공격하지 않고 침공에 필요한 에너지와 물자 조달에도 힘쓰는 신중파의 지장.바발에게도 성급하게 일을 진행하지 말고 신중하게 하라고 건의했다. 최종화에서의 함대전에서 지로를 죽음으로 몰았지만, 지구 방위군의 맹공과 가이스라가의 분노의 반격을 받아, 우주에 내던져지는 형태로 전사했다.
바발-뱀-인뱀 황제
성우 - 카유미 에이마사
인뱀 별의 황제날씬하고 수염얼굴이 예민해 보이는 인물로, 약간 성급한 성격을 가지고 있다.

## 스탭
- 기획: 오기노 타카시 (※ 크레디트 없음), 사이토 유, 히라야마 토루 (※ 크레디트 없음), 스즈키 타케유키
- 원작: 이시노모리 쇼타로
- 수석 디렉터: 이시구로 노보루
- 원화: 카나다 요시노리, 도미자와 카즈오, 오오우치야마 다케시, 고와다 요시히로, 테라츠카사 시게유키, 이이야마 가쓰히코, 하라다 가오루, 사토 도루, 하세가와 노리오, 외
- 동영상: 토요나가 미치루, 이마이 마사히코, 이시이 요시카즈, 아베 츠카사, 칸바야시 미쓰쓰구, 오오츠카 신지, 나카무라 노리코, 사다미츠 신야, 나베시마 오사무, 타구치 토모코, 시부야 사나에, 이이지마 마사카츠, 외
- 미술감독: 이시즈 세츠코
- 미술 설정: 요시다 미노루, 요시하라 이치스케
- 배경: 니시 요시쿠니, 야무라 히로야, 사토 미치코, 그 외
- 마무리: 가와카미 나오코, 소네 유키코, 하기와라 스미에, 기타
- 특수효과: 아라이 마사하루, 마에카와 타카시, 기타
- 촬영감독: 타카하시 히로코
- 촬영감독보: 시라이 히사오, 야마모토 요시히사, 히키노 마사유키, 외
- 편집: 츠루부치 영화
- 음악: 키쿠치 슌스케
- 녹음 연출: 사이토 토시오
- 음향 효과: 모리 켄이치 (이시다 사운드 프로)
- 조정: 야마시타 킨야
- 음향 제작: 도호쿠 신샤
- 음향 제작 담당: 누마타 카즈미
- 현상: 도쿄 현상소
- 제목: 스즈키 세이지
- 제작진행: 다카하시 마코토, 쿠마시로 야스오, 사토 게이코, 외
- 제작 데스크: 오노 타다
- 제작협력: 도에이 에이전시, 도쿄무비, 오카스튜디오
- 제작: TV아사히, 도에이

## 주제가
오프닝 테마 '빙하전사 가이스라가'
작사 - 이시노모리 쇼타로 / 작곡·편곡 - 키쿠치 슌스케 / 노래 - 미즈키 이치로
TV에서는 코다(곡의 끝)와 눈보라 소리가 크로스페이드 하는, 희귀한 연출이 되고 있다.
엔딩 테마 '우리의 생명 솔론호'
작사 - 야테 사부로 / 작곡·편곡 - 기쿠치 슌스케 / 노래 - 호리에 미쓰코, 콜롬비아 요람회

## 방송국
- TV아사히(제작국): 화요일 19:00 - 19:30
- 동일본 방송: 화요일 19:00 - 19:30 [6]
- 후쿠시마 중앙 TV: 금요일 17:00 - 17:30
- 니가타 방송: 수요일 17:00 - 17:30
- 시즈오카 방송
- 나고야 TV: 화요일 19:00 - 19:30
- 아사히 방송: 화요일 19:00 - 19:30

## 영상 소프트화
- 2008년 7월 21일 「이시노모리 쇼타로 탄생 70주년 DVD-BOX」에, 제1화가 수록되어 발매하였다.
- 2009년 8월 7일에, "빙하 전사 가이스라가 컴플리트 DVD"가 도에이 비디오에서 발매되었다. 전편의 소프트화는 이것이 처음이다.